# Doug Cole
Doug Cole (2 tháng 7 năm 1916 – 30 tháng 1 năm 1959) là một cầu thủ bóng đá người Anh, thi đấu ở vị trí hậu vệ ở Football League cho Chester.